# Championnats de Belgique d'athlétisme en salle 2020
Les Championnats de Belgique d'athlétisme en salle 2020 toutes catégories se sont tenus le dimanche 16 février à Gand. Durant ces championnats, Fanny Smets a porté son record de Belgique de saut à la perche à 4,40 m.

## Résultats courses

### 60 m
| Rang               | athlète              | Prestation |
| ------------------ | -------------------- | ---------- |
| Médaille d'or      | Kobe Vleminckx       | 6 s 71     |
| Médaille d'argent  | Gaylord Kuba Di Vita | 6 s 73     |
| Médaille de bronze | Charles Niesen       | 6 s 89     |

| Rang               | athlète      | Prestation |
| ------------------ | ------------ | ---------- |
| Médaille d'or      | Elise Mehuys | 7 s 31     |
| Médaille d'argent  | Rani Rosius  | 7 s 37     |
| Médaille de bronze | Rani Vincke  | 7 s 51     |

### 200 m
| Rang               | athlète        | Prestation |
| ------------------ | -------------- | ---------- |
| Médaille d'or      | Victor Hofmans | 21 s 27    |
| Médaille d'argent  | Jordan Paquot  | 21 s 56    |
| Médaille de bronze | Simon Mengal   | 21 s 64    |

| Rang               | athlète       | Prestation |
| ------------------ | ------------- | ---------- |
| Médaille d'or      | Lucie Ferauge | 23 s 51    |
| Médaille d'argent  | Imke Vervaet  | 23 s 56    |
| Médaille de bronze | Manon Depuydt | 23 s 68    |

### 400 m
| Rang               | athlète        | Prestation |
| ------------------ | -------------- | ---------- |
| Médaille d'or      | Alexander Doom | 47 s 63    |
| Médaille d'argent  | Dylan Owusu    | 48 s 22    |
| Médaille de bronze | Asamti Badji   | 48 s 34    |

| Rang               | athlète              | Prestation |
| ------------------ | -------------------- | ---------- |
| Médaille d'or      | Camille Laus         | 53 s 11    |
| Médaille d'argent  | Naomi Van Den Broeck | 54 s 00    |
| Médaille de bronze | Orphée Depuydt       | 55 s 61    |

### 800 m
| Rang               | athlète           | Prestation    |
| ------------------ | ----------------- | ------------- |
| Médaille d'or      | Aurèle Vandeputte | 1 min 49 s 26 |
| Médaille d'argent  | Aaron Botterman   | 1 min 49 s 46 |
| Médaille de bronze | Yoni Van Herck    | 1 min 51 s 94 |

| Rang               | athlète       | Prestation    |
| ------------------ | ------------- | ------------- |
| Médaille d'or      | Camille Muls  | 2 min 8 s 80  |
| Médaille d'argent  | Mirte Fanness | 2 min 10 s 84 |
| Médaille de bronze | Milly Welsch  | 2 min 14 s 22 |

### 1 500 m
| Rang               | athlète          | Prestation    |
| ------------------ | ---------------- | ------------- |
| Médaille d'or      | Stijn Baeten     | 3 min 43 s 46 |
| Médaille d'argent  | Joachim Cardillo | 3 min 54 s 65 |
| Médaille de bronze | Dieter Aerssens  | 3 min 59 s 39 |

| Rang               | athlète             | Prestation    |
| ------------------ | ------------------- | ------------- |
| Médaille d'or      | Elise Vanderelst    | 4 min 12 s 71 |
| Médaille d'argent  | Lindsey De Grande   | 4 min 28 s 95 |
| Médaille de bronze | Zenobie Vangansbeke | 4 min 32 s 76 |

### 3 000 m
| Rang               | athlète          | Prestation    |
| ------------------ | ---------------- | ------------- |
| Médaille d'or      | Robin Hendrix    | 7 min 51 s 29 |
| Médaille d'argent  | Oussama Lonneux  | 8 min 7 s 26  |
| Médaille de bronze | Wesley De Kerpel | 8 min 9 s 84  |

### 5 000 m marche/3 000 m marche
| Rang               | athlète          | Prestation     |
| ------------------ | ---------------- | -------------- |
| Médaille d'or      | Peter Van Hove   | 27 min 58 s 05 |
| Médaille d'argent  | Tristan Van Hove | 31 min 38 s 61 |
| Médaille de bronze | Jasper Van Hove  | 38 min 11 s 09 |

| Rang               | athlète           | Prestation     |
| ------------------ | ----------------- | -------------- |
| Médaille d'or      | Annelies Sarrazin | 16 min 34 s 87 |
| Médaille d'argent  | Liesbet De Smet   | 17 min 12 s 79 |
| Médaille de bronze | Myriam Nicolas    | 17 min 13 s 78 |

## Résultats obstacles

### 60 m haies
| Rang               | athlète                | Prestation |
| ------------------ | ---------------------- | ---------- |
| Médaille d'or      | Michael Obasuyi        | 7 s 69     |
| Médaille d'argent  | Dylan Caty             | 7 s 88     |
| Médaille de bronze | Nolan Van Cauwemberghe | 8 s 12     |

| Rang               | athlète          | Prestation |
| ------------------ | ---------------- | ---------- |
| Médaille d'or      | Eline Berings    | 8 s 10     |
| Médaille d'argent  | Sarah Missinne   | 8 s 27     |
| Médaille de bronze | Nafissatou Thiam | 8 s 34     |

## Résultats sauts

### Saut en longueur
| Rang               | athlète             | Prestation |
| ------------------ | ------------------- | ---------- |
| Médaille d'or      | Corentin Campener   | 7,79 m     |
| Médaille d'argent  | Mathias Broothaerts | 7,36 m     |
| Médaille de bronze | Mathew Ugwu         | 7,11 m     |

| Rang               | athlète       | Prestation |
| ------------------ | ------------- | ---------- |
| Médaille d'or      | Hanne Maudens | 6,21 m     |
| Médaille d'argent  | Imke Vervaet  | 6,05 m     |
| Médaille de bronze | Bo Nijs       | 5,83 m     |

### Triple saut
| Rang               | athlète              | Prestation |
| ------------------ | -------------------- | ---------- |
| Médaille d'or      | Björn De Decker      | 14,86 m    |
| Médaille d'argent  | Matthias De Leenheer | 14,37 m    |
| Médaille de bronze | Désiré Kingunza      | 14,34 m    |

| Rang               | athlète         | Prestation |
| ------------------ | --------------- | ---------- |
| Médaille d'or      | Elsa Loureiro   | 12,98 m    |
| Médaille d'argent  | Ilona Masson    | 12,24 m    |
| Médaille de bronze | Géraldine Dheur | 11,90 m    |

### Saut en hauteur
| Rang               | athlète       | Prestation |
| ------------------ | ------------- | ---------- |
| Médaille d'or      | Thomas Carmoy | 2,23 m     |
| Médaille d'argent  | Bram Ghuys    | 2,19 m     |
| Médaille de bronze | Lars Van Looy | 2,10 m     |

| Rang               | athlète        | Prestation |
| ------------------ | -------------- | ---------- |
| Médaille d'or      | Claire Orcel   | 1,90 m     |
| Médaille d'argent  | Merel Maes     | 1,79 m     |
| Médaille de bronze | Yorunn Ligneel | 1,71 m     |

### Saut à la perche
| Rang               | athlète          | Prestation |
| ------------------ | ---------------- | ---------- |
| Médaille d'or      | Frederik Ausloos | 5,30 m     |
| Médaille d'argent  | Arnaud Art       | 5,10 m     |
| Médaille de bronze | Jaan Bal         | 5,00 m     |

| Rang               | athlète         | Prestation  |
| ------------------ | --------------- | ----------- |
| Médaille d'or      | Aurelie De Ryck | 4,40 m (RB) |
| Médaille d'argent  | Chloé Henry     | 4,15 m      |
| Médaille de bronze | Melanie Vissers | 3,85 m      |

## Résultats lancers

### Lancer du poids
| Rang               | athlète            | Prestation |
| ------------------ | ------------------ | ---------- |
| Médaille d'or      | Max Vlassak        | 17,08 m    |
| Médaille d'argent  | Jonathan Guillaume | 15,78 m    |
| Médaille de bronze | Jarno Wagemans     | 15,75 m    |

| Rang               | athlète          | Prestation |
| ------------------ | ---------------- | ---------- |
| Médaille d'or      | Elena Defrère    | 14,20 m    |
| Médaille d'argent  | Hanne Maudens    | 13,99 m    |
| Médaille de bronze | Sietske Lenchant | 13,76 m    |

## Sources
- Résultats sur le site de la Ligue belge francophone d'athlétisme